# Westelijke grijskeelbuulbuul
De westelijke grijskeelbuulbuul (Arizelocichla tephrolaemus; synoniem: Andropadus tephrolaemus) is een zangvogel uit de familie Pycnonotidae (buulbuuls).

## Verspreiding en leefgebied
Deze soort komt voor in westelijk-centraal Afrika en telt twee ondersoorten:
- A. t. bamendae: zuidoostelijk Nigeria en westelijk Kameroen.
- A. t. tephrolaema: Mount Cameroon (zuidwestelijk Kameroen) en Bioko.

## Status
De grootte van de populatie is niet gekwantificeerd maar de soort wordt omschreven als algemeen tot zeer algemeen. Op de Rode lijst van de IUCN heeft deze soort de status niet bedreigd.